# Thorybes pylades
Northern Cloudywing là một loài bướm trong họ Bướm nhảy.

## Hình ảnh

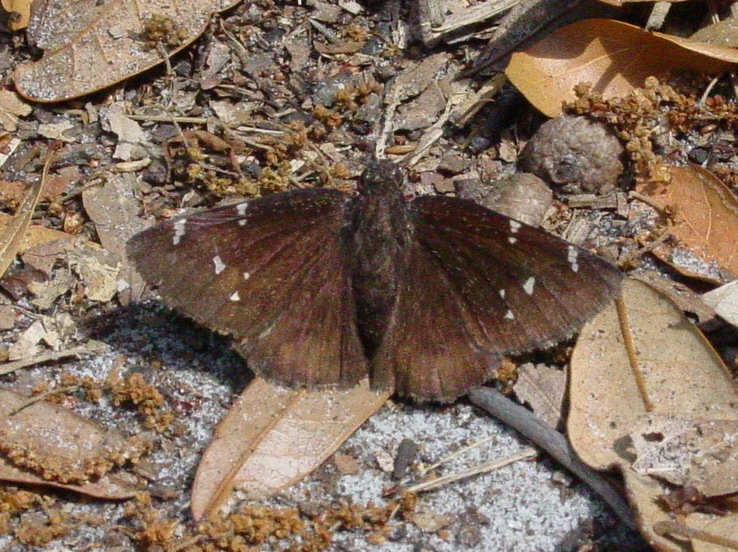

#### Thức ăn
Ấu trùng ăn:
- Fabaceae
- Desmodium
- Lespedeza
- Trifolium
- Hosackia

#### Nectaring flowers
- Apocynum
- Prunella
- Securigera varia
- Lonicera japonica
- Thistle
- Asclepias syriaca
- Dianthus armeria
- Verbena